# Elezioni generali in Uruguay del 1984
Le elezioni generali in Uruguay del 1984 si tennero il 25 novembre per l'elezione del Presidente e il rinnovo dell'Assemblea generale (Camera dei rappresentanti e Camera dei senatori).
Si trattò di una votazione storica poiché poneva fine alla dittatura civile-militare instauratasi nel paese sudamericano in seguito al colpo di Stato nel 1973 ordito da Juan María Bordaberry.

## Risultati
| Candidati               | Voti      | %     | Lista             | Voti      | %     | Seggi Camera | Seggi Senato |
| ----------------------- | --------- | ----- | ----------------- | --------- | ----- | ------------ | ------------ |
| Julio María Sanguinetti | 588.143   | 31,17 | Partito Colorado  | 777.701   | 41,22 | 41           | 13           |
| Jorge Pacheco Areco     | 183.588   | 9,73  | Partito Colorado  | 777.701   | 41,22 | 41           | 13           |
| Voti aggiuntivi         | 5.970     | 0,32  | Partito Colorado  | 777.701   | 41,22 | 41           | 13           |
| Alberto Zumarán         | 553.193   | 29,32 | Partito Nazionale | 660.767   | 35,02 | 35           | 11           |
| Dardo Ortiz             | 76.014    | 4,03  | Partito Nazionale | 660.767   | 35,02 | 35           | 11           |
| Juan Carlos Payssé      | 21.903    | 1,16  | Partito Nazionale | 660.767   | 35,02 | 35           | 11           |
| Voti aggiuntivi         | 9.657     | 0,51  | Partito Nazionale | 660.767   | 35,02 | 35           | 11           |
| Juan José Crottogini    | 401.104   | 21,26 | Fronte Ampio      | 401.104   | 21,26 | 21           | 6            |
| Juan Vicente Chiarino   | 46.241    | 2,45  | Unione Civica     | 46.241    | 2,45  | 2            | -            |
| Altri                   | 943       | 0,05  | -                 | 943       | 0,05  | -            | -            |
| Totale                  | 1.886.756 |       |                   | 1.886.756 |       | 99           | 30           |